# التخفيف من ظاهرة الاحتباس الحراري في أستراليا
يتضمن التخفيف من ظاهرة الاحتباس الحراري اتخاذ إجراءات للحد من انبعاثات الغازات الدفيئة وتعزيز الخزانات التي تهدف إلى الحد من ظاهرة الاحتباس الحراري. وهذا يختلف عن التكيف مع ظاهرة الاحتباس الحراري الذي يُعنى باتخاذ إجراءات للتقليل من تأثيرات ظاهرة الاحتباس الحراري. هذا الإجماع العلمي حول ظاهرة الاحتباس الحراري إلى جانب مبدأ الوقاية والخوف من التحولات المناخية غير الخطية جميعها تؤدي إلى زيادة الجهود لتطوير تقنيات جديدة وعلوم وإدارة التقنيات الأخرى بعناية في محاولة لتخفيف الاحترار العالمي.
احتجاز وتخزين الكربون «سي سي إس» لمحطات الطاقة التي تعمل بالفحم كحل لزيادة انبعاثات الغازات الدفيئة. ومع ذلك لا يمكن التسليم ضمن هذا النظام في الوقت المناسب لتجنب الزيادات الخطيرة في درجات الحرارة، حيث لا يُتوقع الاستخدام التجاري الواسع النطاق للسي سي إس قبل عام 2030.
بعد تقديم الحكومة لأهداف الطاقة المتجددة الإلزامية، أُتيحت المزيد من الفرص لتكنولوجيات الطاقة المتجددة مثل تقنيات طاقة الرياح والطاقة الكهروضوئية والحرارية الشمسية. نشر هذه التقنيات سيوفر فرصاً لتخفيف الغازات الدفيئة.
طُرح تسعير الكربون في 1 يوليو عام 2012 من قبل حكومة جوليا غيلارد بهدف تخفيض انبعاثات الكربون في أستراليا. وتسعير الكربون يفرض على الشركات الكبيرة «وهي الشركات ذات الانبعاثات لمكافئ ثاني أكسيد الكربون التي تزيد عن 25000 طن سنوياً» أن تدفع ثمن تصاريح الانبعاثات. ولكن ألغت حكومة أبوت الضريبة في يوليو عام 2014 في خطوة انتُقدت بشكل كبير من خلال تغطية إعلامية واسعة.

## نظرة عامة على السياسة
إن الأثر الاقتصادي لتخفيض الانبعاثات بنسبة 60٪ بحلول العام 2050 كان قد وضّح في نموذجٍ عام 2006 في دراسة بتكليف من المائدة المستديرة التجارية الأسترالية حول تغير المناخ. يحدد معهد الموارد العالمية التشكيك في السياسات والاعتماد المفرط على الأسواق الدولية كأهم التهديدات لتخفيف انبعاثات الغازات الدفيئة في أستراليا.

### دولياً
ساهمت أستراليا على الصعيد الدولي في إنشاء شراكة آسيا والمحيط الهادئ للغابات المطيرة والمبادرة الدولية للشعاب المرجانية والشراكة الدولية للكربون الأزرق وبعثة الابتكار والمنتدى الوزاري للطاقة النظيفة والتحالف الشمسي الدولي وتعديل كيغالي لبروتوكول مونتريال. كما قدمت الحكومة مليار دولار لمساعدة البلدان النامية في الحد من انبعاثات الغازات الدفيئة، وكان ذلك بشكل جزئي من خلال صندوق المناخ الأخضر التابع لإطار اتفاقية الأمم المتحدة حول تغير المناخ. كما يقدم علماء أستراليا أيضاً بيانات عن المناخ والانبعاثات والآثار وخيارات التخفيف من أجل تقييم الهيئة الحكومية الدولية المعنية بتغير المناخ.
بموجب اتفاقية باريس فقد التزمت أستراليا بتخفيض الانبعاثات بنسبة 26-28٪ عن مستويات العام 2005. وهذا يعني خفض الانبعاثات بمقدار النصف للفرد والثلثين لكافة جوانب الاقتصاد. وقد نوهت وزارة البيئة والطاقة في مراجعة عام 2017 أنه لا يمكن لسياسة واحدة أن تحقق ما تحققه السياسات المتعددة المختصة بقطاع معين. وتجلى هذا النهج في تحقيق أستراليا لأول هدف لبروتوكول كيوتو. تلتزم أستراليا الآن بخفض الانبعاثات إلى 5٪ على الأقل بحلول العام 2020 بموجب اتفاقيتي كوبنهاغن وكانكون و5٪ أقل من مستويات العام 1990 بحلول عام 2020 بموجب الهدف الثاني لبروتوكول كيوتو.

### داخلياً
بعد المساهمة في تطوير بروتوكول كيوتو، ثم التوقيع عليه دون إقراره، نُسق العمل لمواجهة تغير المناخ من خلال مكتب الغازات الدفيئة الأسترالي. والذي أصدر الاستراتيجية الوطنية للاحتباس الحراري في عام 1998. أقر التقرير بأن تغير المناخ له أهمية عالمية وأن على أستراليا التزاماً دولياً لمعالجة المشكلة. وفي عام 2000 أجرت لجنة البيئة والاتصالات وتكنولوجيا المعلومات في مجلس الشيوخ تحقيقاً نتج عنه تقرير: الاحترار مستمر: مستقبل الغازات الدفيئة في أستراليا.
كانت إحدى أوائل المبادرات الوطنية التي قامت بها أستراليا لخفض الانبعاثات هي المبادرة التطوعية التي أطلق عليها برنامج تحدي الغازات الدفيئة والتي بدأت في عام 1995. أصدر رئيس الوزراء جون هوارد مجموعة من التدابير التي ركزت على الحد من الآثار البيئية لقطاع الطاقة في 20 نوفمبر عام 1997 في بيان سياسة بعنوان حماية مستقبلنا: استجابة أستراليا لتغير المناخ. وكان أحد التدابير المتخذة إنشاء مكتب الغازات الدفيئة الأسترالي، والذي أنشئ كأول مكتب مختص بظاهرة الغازات الدفيئة في العالم في أبريل 1998.
على الصعيد الداخلي يتناول قانون الطاقة النظيفة لعام 2011 وضع سقف للانبعاثات وتسعير الكربون والدعم الحكومي. كما تُعالج الانبعاثات الناتجة عن قطاع الكهرباء من خلال أهداف الطاقة المتجددة على مستويات متعددة والوكالة الأسترالية للطاقة المتجددة «ARENA» ومؤسسة تمويل الطاقة النظيفة «CEFC» وبرامج احتجاز الكربون وتخزينه ورسوم التغذية على الألواح الشمسية. بينا تُعالج انبعاثات القطاع الصناعي من خلال برنامج فرص كفاءة استخدام الطاقة «EEO». أما الانبعاثات من قطاع البناء تُعالج بواسطة قوانين البناء ومعايير الحد الأدنى من أداء الطاقة وبرنامج الكشف على المباني التجارية والتزامات الدولة بتوفير الطاقة والمبادرة الوطنية لتوفير الطاقة.
بالإضافة إلى معالجة انبعاثات قطاع النقل عن طريق تخفيض اعتمادات ضريبة الوقود ومعايير أداء انبعاثات المركبات. وانبعاثات القطاع الزراعي تُعالج أيضاً من خلال مبادرة زراعة الكربون وقوانين الدولة لتنظيف الأراضي. وانبعاثات قطاع استخدام الأراضي تُعالج من خلال حزمة مستقبل الطاقة النظيفة والتي تتألف من برنامج مستقبل زراعة الكربون وصندوق التنوع والتخطيط الإقليمي لإدارة الموارد الطبيعية لتغير المناخ وصندوق زراعة الكربون الأصلي وخطة الحد من تلوث الكربون «CPRS» ومهارات زراعة الكربون. تختلف خطط توفير الطاقة من ولاية إلى أخرى، مع نظام توفير الطاقة «ESS» في شمال جنوب ويلز ومخطط كفاءة استخدام الطاقة السكنية «REES» في جنوب أستراليا ونظام حوافز توفير الطاقة «ESI» في فيكتوريا وخطة تحسين كفاءة استخدام الطاقة «EEIS» في إقليم العاصمة الأسترالية.

## خطة تجارة الكربون وتداول الانبعاثات
في يونيو عام 2007 أعلن رئيس الوزراء الأسترالي الأسبق جون هوارد أن أستراليا ستتبنى خطة لتجارة الكربون بحلول العام 2012. وكان من المتوقع أن يكون المخطط مماثلًا لما في الولايات المتحدة والاتحاد الأوروبي الذين يستخدمون أرصدة الكربون، حيث يتعين على الشركات شراء رخصة من أجل توليد التلوث. ولكن تلقى هذا المخطط انتقادات واسعة من كل من حزب العمال الأسترالي والخضر. إذ يعتقد حزب العمال أن المخطط كان هشاً جداً وخطوة سياسية سيئة من قبل الحكومة. لذا أدى عدم وجود هدف واضح من قبل الحكومة لهذا المخطط قبيل الانتخابات الفيدرالية لعام 2007 إلى الكثير من الشكوك حول استعداد الحكومة للتخفيف من ظاهرة الاحتباس الحراري في أستراليا.
في مارس 2008 أعلنت حكومة حزب العمال المنتخبة حديثاً برئاسة رئيس الوزراء كيفين رود أنه سيطبق خطة الحد من تلوث الكربون «نظام تداول انبعاثات الحد الأقصى والتجارة» في عام 2010، إلا أن هذا المخطط تأخر لمدة عام حتى منتصف العام 2011، ثم تأخر لاحقاً حتى عام 2013. في أبريل 2010 أعلن كيفن رود عن تأجيله لنظام تداول انبعاثات الحد الأقصى والتجارة إلى ما بعد فترة الالتزام ببروتوكول كيوتو والتي تنتهي في عام 2012. وكانت الأسباب التي أعطيت لذلك هي غياب دعم الحزبين لهذا المخطط والتقدم الدولي البطيء في العمل المناخي للتأخير. انتقدت المعارضة الفيدرالية بشدة هذا التأجيل، كما انتقدته جماعات العمل المجتمعية والشعبية مثل غيت أب.